# أمير حاتمي
أمير حاتمي (بالفارسية: امیر حاتمی) ضابط في الجيش الإيراني برتبة عميد، ووزير الدفاع الإيراني الحالي. تم تعيينه وزيراً للدفاع من قبل الرئيس حسن روحاني في 8 أغسطس 2017، وحصل على الثقة من مجلس الشورى الإسلامي في 20 أغسطس 2017 بـ 261 صوتًا بـ«نعم» و10 أصوات معارضة، وامتناع 13 عضواً عن التصويت و4 أصوات غير صالحة.